# M 21 (Ukraine)
Die M 21 ist eine Fernstraße von „internationaler Bedeutung“ in der Ukraine. Sie verläuft von Schytomyr über Winnyzja zur moldauischen Staatsgrenze. Der Streckenabschnitt zwischen Schytomyr und Winnyzja trug bis 1991 im Fernstraßensystem der Sowjetunion die Bezeichnung A 253. Auf moldauischem Staatsgebiet führt die Straße weiter nach Edineț.

## Verlauf
| 0 km   | Schytomyr                |
| 43 km  | Berdytschiw              |
|        | Oblast Winnyzja          |
| 63 km  | Brodezke                 |
| 99 km  | Kalyniwka                |
| 125 km | Winnyzja                 |
|        | Schmerynka               |
|        | Wendytschany             |
|        | Mohyliw-Podilskyj        |
|        | moldauische Staatsgrenze |